# كريستينا مور
كريستينا مور (بالإنجليزية: Christina Moore)‏ هي كاتبة سيناريو وممثلة أمريكية، ولدت في 12 أبريل 1973 في الولايات المتحدة. بدأت مشوارها المهني سنة 1996.

## أعمال

### مسلسلات
- 24
- أم
- بيفرلي هيلز 90210
- جيسي[4][5]
- كاسل
- ماد تي في

## وصلات خارجية
- كريستينا مور على موقع IMDb (الإنجليزية)
- كريستينا مور على موقع ألو سيني (الفرنسية)
- كريستينا مور على موقع ألو سيني (الفرنسية)
- كريستينا مور على موقع أول موفي (الإنجليزية)
- كريستينا مور على موقع قاعدة بيانات الأفلام السويدية (السويدية)
- كريستينا مور على موقع قاعدة بيانات الفيلم (الإنجليزية)
- كريستينا مور على موقع كينوبويسك (الروسية)